# Top News
Top News es un canal de televisión privado de Albania perteneciente a Top Media Group. Se trata de un canal informativo. Está disponible en televisión digital terrestre a través de DigitAlb y en plataformas de cable.

## Historia
El canal inició emisiones en pruebas el 18 de diciembre de 2006. Originalmente, el canal se iba a llamar DigiNews.
Las emisiones regulares comenzaron el 12 de febrero de 2007 a través del grupo Top Media, transmitiendo noticias las 24 horas, al igual que Top Channel.
El canal ganó popularidad a partir de 2018, cuando Top News cubrió las protestas estudiantiles albanesas de 2018-2019 y el terremoto de 2019.
El 1 de enero de 2021 Top News adoptó su actual imagen corporativa y empezó a emitir en HD.

## Programación
Top News se compone de bloques de noticias regulares, complementados con programas propios:
- Inside Story.
- Ora e Tiranës.
- Breaking.
- Business In.
- Lindje Perëndim.
- Cartel.
- Open.
- Top Talk.